# Klaas de Jong
 (octobre 2018).
Si vous disposez d'ouvrages ou d'articles de référence ou si vous connaissez des sites web de qualité traitant du thème abordé ici, merci de compléter l'article en donnant les références utiles à sa vérifiabilité et en les liant à la section « Notes et références ».
Klaas de Jong, né en 1968 à Feanwâlden, est un producteur néerlandais.

## Filmographie
- 2003 : De Schippers van de Kameleon de Steven de Jong et Marc Willard
- 2007 : Les Aventuriers du grand large de  Steven de Jong[2]
- 2009 : The Hell of '63 de  Steven de Jong[3]
- 2011 : Bennie Brat de Johan Nijenhuis[4]
- 2013 : Loving Ibiza de  Johan Nijenhuis[5]
- 2015 : Michiel de Ruyter de Roel Reiné[6]
- 2015 : Monkey Business from A to Z de Johan Nijenhuis
- 2016 : Sneekweek de Martijn Heijne[7]
- 2018 : Redbad de Roel Reiné[8]